# Pontos extremos da Madeira

O arquipélago da Madeira

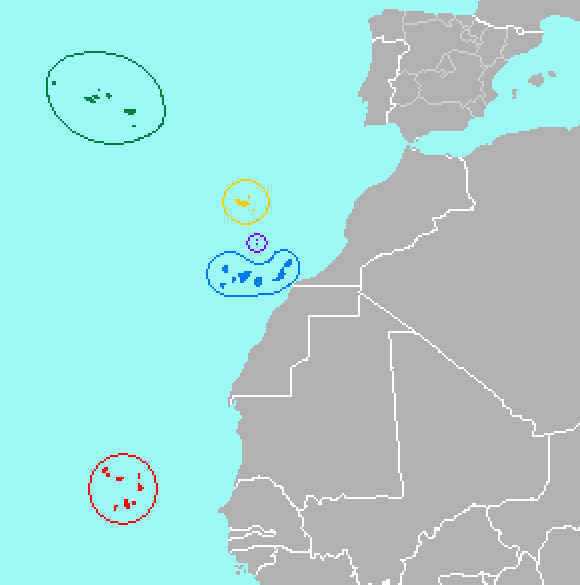
Localização do arquipélago da Madeira (amarelo e roxo).

Esta é a lista dos pontos extremos da Madeira, os pontos que estão mais a norte, sul, leste ou oeste de qualquer outro local no território desta região autónoma de Portugal.

## Região
- Ponto mais setentrional — Ilhéu de Fora, ilha do Porto Santo (33° 07' 41.14" N 16° 17' 07.64" O)
- Ponto mais meridional — Ponta do Sul, Ilhéu de Fora, ilhas Selvagens (30° 02' 4.64" N 16° 02' 34.03" O)
- Ponto mais ocidental — Ponta do Pargo, Ponta do Pargo, Calheta, ilha da Madeira (32° 48' 50.66" N 17° 15' 52.53" O)
- Ponto mais oriental — Ilhéu de Cima, ilha do Porto Santo (33° 03' 12.23" N 16° 16' 39.21" O)
- Ponto mais alto — Pico Ruivo, Santana, ilha da Madeira; altitude: 1862 m (32° 45' 50" N 16° 55' 33" O)

## Ilha da Madeira
- Ponto mais setentrional — Ponta do Tristão, Porto Moniz, Porto Moniz (32° 52' 11.75" N 17° 38' 11.03" O)
- Ponto mais meridional — Ponta da Cruz, São Martinho, Funchal (32° 37' 58.92" N 16° 56' 41.88" O)
- Ponto mais ocidental — Ponta do Pargo, Ponta do Pargo, Calheta (32° 48' 50.66" N 17° 15' 52.53" O)
- Ponto mais oriental — Ilhéu do Farol, Caniçal, Machico (32° 43' 54.02" N 16° 39' 18.13" O)
- Ponto mais alto — Pico Ruivo, Santana; altitude: 1862 m (32° 45' 50" N 16° 55' 33" O)

## Ilha do Porto Santo
- Ponto mais setentrional — Ilhéu de Fora (33° 07' 41.14" N 16° 17' 07.64" O)
- Ponto mais meridional — Ponta do Ilhéu, Ilhéu da Cal (32° 59' 46.65" N 16° 22' 53.49" O)
- Ponto mais ocidental — Ilhéu de Ferro (33° 02' 25.92" N 16° 24' 37.80" O)
- Ponto mais oriental — Ilhéu de Cima (33° 03' 12.23" N 16° 16' 39.21" O)
- Ponto mais alto — Pico do Facho; altitude: 516 m (33° 05' 03" N 16° 19' 25" O)